# Samir & Viktor
Samir & Viktor è un duo musicale svedese attivo dal 2014 e composto dai personaggi televisivi Samir Badran e Viktor Frisk.

## Carriera
Samir & Viktor hanno pubblicato il loro singolo di debutto, Success, nel 2014. Il brano ha raggiunto il 3º posto nella classifica svedese dei singoli ed è stato certificato doppio disco di platino per aver venduto più di 80 000 copie a livello nazionale. L'anno successivo hanno partecipato a Melodifestivalen 2015, il processo di selezione nazionale per l'Eurovision, con il loro secondo singolo Groupie, e si sono classificati ottavi nella finale. Anche questo brano ha vinto due dischi di platino e ha raggiunto la 3ª posizione nella classifica dei singoli. Nella primavera successiva hanno pubblicato il terzo singolo Saxofuckingfon che ha superato i confini nazionali, raggiungendo il 10º posto in classifica in Norvegia e vendendo più di 20 000 copie, ottenendo così due dischi di platino nel paese, oltre che uno in Svezia.
Si sono presentati a Melodifestivalen 2016 con Bada nakna. Pur essendo arrivati ultimi nella finale, hanno conquistato per la prima volta la vetta della classifica svedese, nonché altri due dischi di platino.
Hanno partecipato alle selezioni per l'Eurovision una terza volta, competendo a Melodifestivalen 2018 con Shuffla. Si sono piazzati quarti, il loro migliore risultato ad oggi. Il brano è arrivato 2º in classifica in Svezia ed è rimasto nella top 100 nazionale per sei mesi.
Nell'ottobre 2020 il duo ha annunciato una pausa al loro progetto musicale dopo la pubblicazione del loro ultimo singolo, Arbetslös, per focalizzarsi su rispettivi progetti personali; Badran ha esercitato la sua professione di agente immobiliare, mentre Frisk ha avviato un'agenzia di social media.
Nell'estate del 2023 Frisk ha confermato il ritorno musicale del duo, con la pubblicazione del singolo Skål avvenuta nel giugno dello stesso anno. Hanno successivamente preso parte al Melodifestivalen 2024 con Hela världen väntar, non riuscendo a superare le semifinali.

## Discografia

### Singoli
- 2014 – Success
- 2015 – Groupie
- 2015 – Saxofuckingfon
- 2016 – Bada nakna
- 2016 – Fick Feeling
- 2017 – Kung
- 2017 – Vi gör det ändå
- 2017 – Rakt in i kaklet
- 2018 – Shuffla
- 2018 – Put Your Hands Up for Sverige (feat. Anis don Demina)
- 2019 – Odödlig
- 2019 – Kemi
- 2019 – Va som mig (feat. 1.Cuz)
- 2020 – Karantän (feat. Tix)
- 2020 – Va sa du att du hette
- 2020 – Arbetslös
- 2023 – Skål
- 2024 – Hela världen väntar